# István Mike Mayer
István Mike Mayer (Budapest, 6 luglio 1924 – Glen Rock, 24 dicembre 1994) è stato un calciatore e allenatore di calcio ungherese, di ruolo attaccante.

## Biografia
Ungherese ma di origine austriaca, nel 1944, anno in cui fu ingaggiato dal Ferencváros, fu invitato ad aggiungere al suo germanico cognome Mayer il magiaro Mike.
Ebbe sette figli tra cui István Junior (nato a Budapest) e Miklós, nato a Bologna. Entrambi diventeranno giocatori professionisti di football americano nella National Football League.
In Italia il suo nome fu spesso italianizzato in Stefano.
Trasferitosi negli Stati Uniti d'America, ove avviò un'impresa di costruzioni, vi morì, debilitato dal diabete, nel 1994.

## Caratteristiche tecniche
Nonostante al suo arrivo in Italia molti avessero sospettato che mentisse sulla reale data di nascita, Mike Mayer si fece apprezzare per le sue abilità calcistiche tanto da venire paragonato a Gunnar Nordahl. Di grande mole, aveva un tiro potente e veloce.

## Carriera

### Calciatore

#### Club
Iniziò la carriera nel Ganz di Budapest, che lasciò nel 1943 per il Gamma Budapest, con cui ottenne il quarto posto finale della Nemzeti Bajnokság I 1943-1944.
Nel 1944 Mike Mayer passa al Ferencváros, con cui nella stagione 1945-1946, la prima dopo il conflitto mondiale, ottiene il quinto posto della fase finale, mentre in quella seguente ottiene il quarto posto finale.
Nel 1947 lascia il suo paese natio per trasferirsi in Francia allo Stade Français, che lascerà dopo poco tempo per giocare in Italia con il Bologna, voluto dal connazionale Gyula Lelovics, allenatore degli emiliani. Con i felsinei nella prima stagione, la 1947-1948, otterrà l'ottavo posto finale. In quella seguente Mike Mayer ed i suoi ottennero il quinto posto finale ed il magiaro sarà il migliore marcatore del suo sodalizio con 21 reti segnate. Nella sua terza stagione tra i felsinei Mike Mayer sarà nuovamente il migliore marcatore con 14 reti segnate ma, il piazzamento ottenuto sarà solo il quindicesimo posto finale.
Nella stagione 1950-1951 passa alla Lucchese del suo ex-compagno di squadra al Ferencváros György Sárosi. Anche con i toscani sarà il migliore marcatore stagionale con tredici reti, ottenendo come piazzamento finale il quindicesimo posto, valido comunque per la permanenza nella massima serie italiana.
Nella 1951-1952 fu ingaggiato dal Napoli, società con cui esordì nella vittoria esterna per 4 a 1 contro la sua vecchia squadra, il Bologna, ottenuta il 16 settembre di quell'anno. Con i partenopei ottenne il sesto posto finale.
Nel 1952 Mike Mayer torna al Bologna, ove resterà altre due stagioni. Nella prima ottiene il quinto posto finale, mentre in quella seguente il settimo.
Nel novembre 1954 si trasferì al Genoa, voluto come rincalzo dal suo connazionale György Sárosi, che già lo aveva allenato a Lucca con la Lucchese. Mike Mayer esordì con i genoani nel derby contro la Sampdoria del 14 novembre 1954, terminato con il risultato di 2 a 2. Le prime, ed uniche, due reti con la maglia rossoblu sono datate 12 dicembre 1954, nella vittoria esterna dei grifoni per 2 a 0 contro la Pro Patria. Con il Genoa Mike Mayer chiuderà la carriera agonistica, giocando il suo ultimo incontro, il 12 giugno a Novara contro la formazione locale, che si aggiudicò la gara per 3 ad 1.
Nel suo ultimo campionato disputato Mike Mayer ottenne con la sua squadra l'undicesimo posto finale.

#### Nazionale
Mike Mayer giocò, durante la sua permanenza nel Ferencváros quattro incontri con la maglia della nazionale di calcio dell'Ungheria. L'esordio avvenne il 19 agosto 1945 in un'amichevole contro l'Austria, terminata per 2 a 0 a favore dei magiari.
L'ultimo incontro, valevole per la Coppa dei Balcani per nazioni del 1947, ove Mike Mayer segnò anche la sua unica rete in nazionale, lo giocò il 29 giugno 1947 contro la Jugoslavia, partita nella quale i magiari si imposero per 3 a 2. La competizione fu infine vinta dall'Ungheria.

### Cronologia presenze e reti in Nazionale
| Cronologia completa delle presenze e delle reti in nazionale ― Ungheria | Cronologia completa delle presenze e delle reti in nazionale ― Ungheria | Cronologia completa delle presenze e delle reti in nazionale ― Ungheria | Cronologia completa delle presenze e delle reti in nazionale ― Ungheria | Cronologia completa delle presenze e delle reti in nazionale ― Ungheria | Cronologia completa delle presenze e delle reti in nazionale ― Ungheria | Cronologia completa delle presenze e delle reti in nazionale ― Ungheria | Cronologia completa delle presenze e delle reti in nazionale ― Ungheria |
| Data                                                                    | Città                                                                   | In casa                                                                 | Risultato                                                               | Ospiti                                                                  | Competizione                                                            | Reti                                                                    | Note                                                                    |
| ----------------------------------------------------------------------- | ----------------------------------------------------------------------- | ----------------------------------------------------------------------- | ----------------------------------------------------------------------- | ----------------------------------------------------------------------- | ----------------------------------------------------------------------- | ----------------------------------------------------------------------- | ----------------------------------------------------------------------- |
| 19-8-1945                                                               | Budapest                                                                | Ungheria                                                                | 2 – 0                                                                   | Austria                                                                 | Amichevole                                                              | -                                                                       |                                                                         |
| 6-10-1946                                                               | Budapest                                                                | Ungheria                                                                | 2 – 0                                                                   | Austria                                                                 | Amichevole                                                              | -                                                                       |                                                                         |
| 30-10-1946                                                              | Esch-sur-Alzette                                                        | Lussemburgo                                                             | 2 – 7                                                                   | Ungheria                                                                | Amichevole                                                              | -                                                                       |                                                                         |
| 26-6-1947                                                               | Belgrado                                                                | Jugoslavia                                                              | 2 – 3                                                                   | Ungheria                                                                | Coppa dei Balcani per nazioni 1947                                      | 1                                                                       |                                                                         |
| Totale                                                                  |                                                                         | Presenze                                                                | 4                                                                       |                                                                         | Reti                                                                    | 1                                                                       |                                                                         |

### Allenatore
Mike Mayer iniziò la carriera da allenatore in Campania, venendo ingaggiato dalla Salernitana, società militante nella Serie C 1959-1960; verrà sollevato dall'incarico a causa degli scarsi risultati ottenuti alla quarta giornata di ritorno, dopo la sconfitta interna con il Foggia. Nella stagione 1962-1963 è alla Scafatese, in un campionato dell'allora serie D concluso al quarto posto, a sette punti dalla Casertana promossa nell'allora serie C.

## Palmarès

### Nazionale
- Coppa dei Balcani per nazioni: 1

1947